# Ptilocladus angustatus
Ptilocladus angustatus là một loài Rêu trong họ Lembophyllaceae. Loài này được (Mitt.) Lindb. miêu tả khoa học đầu tiên năm 1904.